# Kid Boots
Pour plus de détails, voir Fiche technique et Distribution.
Kid Boots est un film muet américain réalisé par Frank Tuttle, sorti en 1926.
Il s'agit du premier film d'Eddie Cantor et de l'adaptation cinématographique de la comédie musicale du même titre jouée à Broadway entre le 31 décembre 1923 et le 21 février 1925, où Eddie Cantor tenait également le rôle vedette.
Le film est conservé à la Bibliothèque du Congrès  à Washington.

## Synopsis
Samuel "Kid" Boots est un aide tailleur qui a maille à partir avec Big Boyle, client costaud et peu satisfait du costume qu'il vient d'acheter. En échappant au client furibard il tombe sur la fiancée de ce dernier qui attend dehors, Clara McCoy, et par la même occasion, en tombe aussitôt amoureux. Contraint de fuir encore devant Big Boyle, il ne doit son salut qu'à l'intervention de Tom Sterling qui devient immédiatement son ami.
Tom Sterling est en procédure de divorce que sa femme veut soudainement annuler après avoir appris que Tom venait de gagner une somme d'argent considérable. Avec son avocat, elle tente de le piéger. Heureusement, la présence fortuite de Kid Boots peut aider Tom à obtenir gain de cause.

## Fiche technique
- Titre original : Kid Boots
- Titre français : Kid Boots
- Réalisation : Frank Tuttle

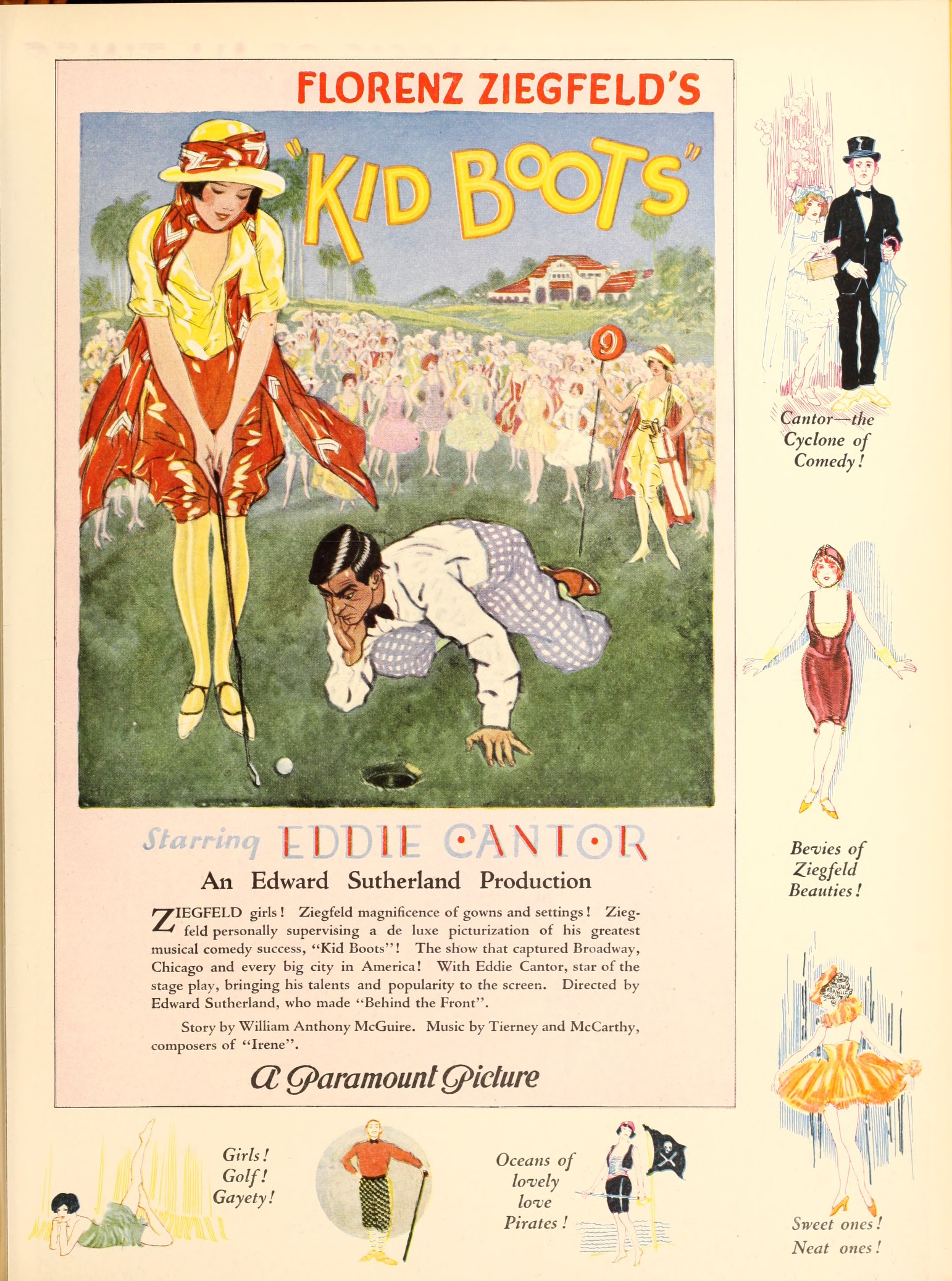
Publicité pour le film dans Motion Picture News.

- Scénario : 	Luther Reed, Tom Gibson et George Marion Jr. d'après Kid Boots de William Anthony McGuire et Otto Harbach
- Photographie : Victor Milner
- Société de production : Famous Players-Lasky Corp.
- Pays d'origine : États-Unis
- Format : Noir et blanc - 1,33:1 - Film muet
- Genre : comédie burlesque
- Date de sortie : 1926

## Distribution
- Eddie Cantor : Samuel "Kid" Boots
- Clara Bow : Clara McCoy
- Billie Dove : Eleanor Belmore
- Lawrence Gray : Tom Sterling
- Natalie Kingston : Carmen Mendoza
- Malcolm Waite : Big Boyle

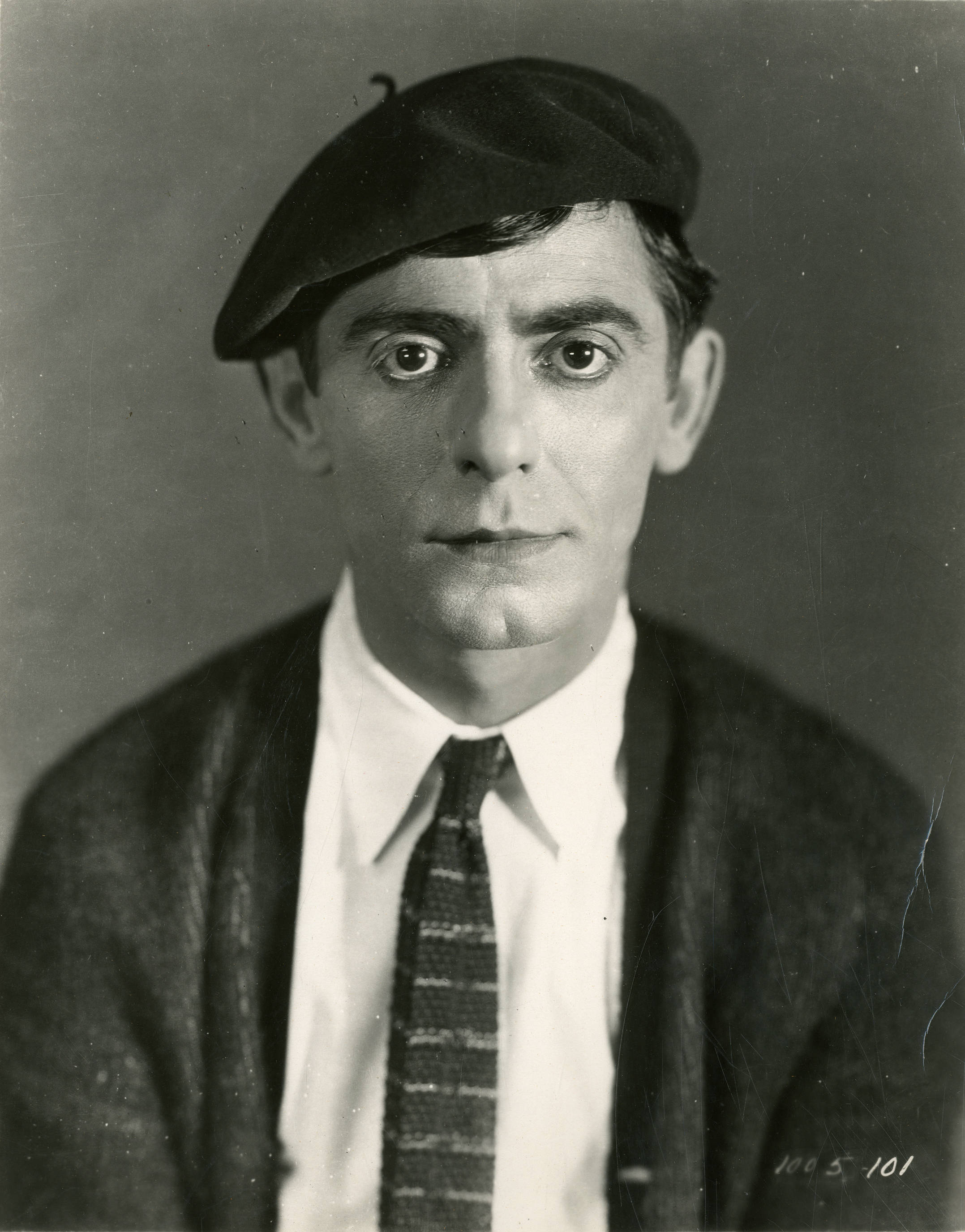
Eddie Cantor, golfeur dans Kid Boots.

- William Worthington : le père d'Eleanor
- Harry von Meter : l'avocat d'Eleanor
- Fred Esmelton : l'avocat de Tom
- Aud Cruster (non crédité)
- William Orlamond : le tailleur (non crédité)
- Rolfe Sedan : le kinésithérapeute (non crédité)